# Palmas-d'Aveyron
Palmas-d'Aveyron es una comuna nueva francesa situada en el departamento de Aveyron, de la región de Occitania.

## Historia
Fue creada el 1 de enero de 2016, en aplicación de una resolución del prefecto de Aveyron de 30 de noviembre de 2015 con la unión de las comunas de Coussergues, Cruéjouls y Palmas, pasando a estar el ayuntamiento en la antigua comuna de Palmas.

## Demografía
| Gráfica de evolución demográfica de Palmas-d'Aveyron entre 1800 y 2013 |
|                                                                        |

Los datos entre 1800 y 2013 son el resultado de sumar los parciales de las tres comunas que forman la nueva comuna de Palmas-d'Aveyron, cuyos datos se han cogido de 1800 a 1999, para las comunas de Coussergues, Cruéjouls y Palmas de la página francesa EHESS/Cassini. Los demás datos se han cogido de la página del INSEE.

## Composición
| Comuna delegada | Código INSEE | Población (2013) | Superficie (km²) | Densidad (hab./km²) |
| --------------- | ------------ | ---------------- | ---------------- | ------------------- |
| Coussergues     | 12081        | 283              | 10.89            | 26                  |
| Cruéjouls       | 12087        | 422              | 18.35            | 23                  |
| Palmas          | 12177        | 340              | 14.34            | 24                  |